# Utetheisa indica
Utetheisa indica là một loài bướm đêm thuộc phân họ Arctiinae, họ Erebidae.